# Oberbleichen
Oberbleichen ist ein Gemeindeteil von Deisenhausen im schwäbischen Landkreis Günzburg in Bayern. 

## Lage
Das Kirchdorf ist über die Bundesstraße 16 zu erreichen.

## Geschichte

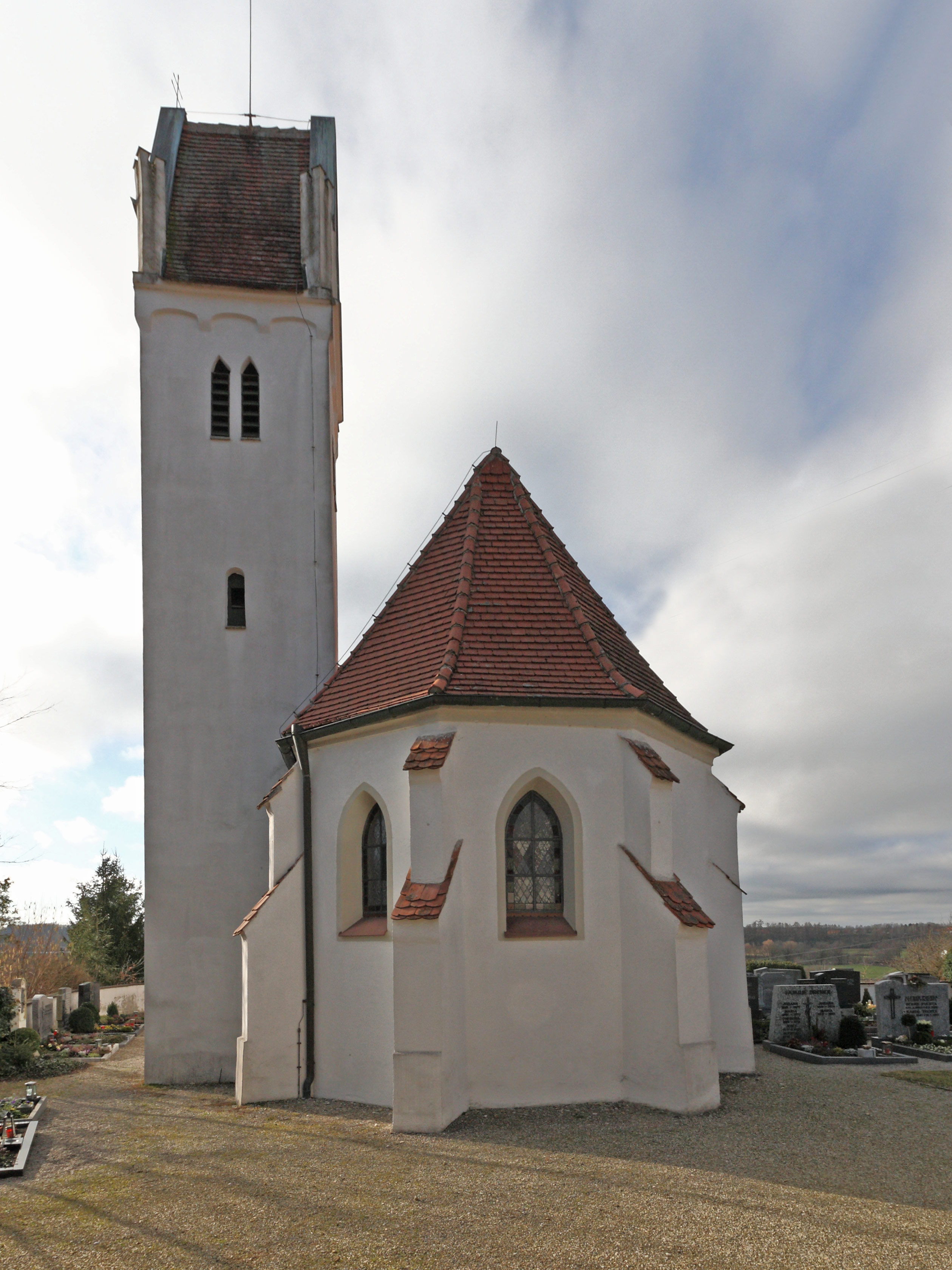
Kirche St. Zeno

Im Zuge der Gebietsreform in Bayern wurde Oberbleichen zum  1. Januar 1977 in die Einheitsgemeinde Deisenhausen eingegliedert. Am 31. Dezember 2008 hatte der Ortsteil 262 Einwohner.

## Sehenswürdigkeiten
Siehe auch: Liste der Baudenkmäler in Oberbleichen
- Katholische Filialkirche St. Zeno, erbaut im 18. Jahrhundert

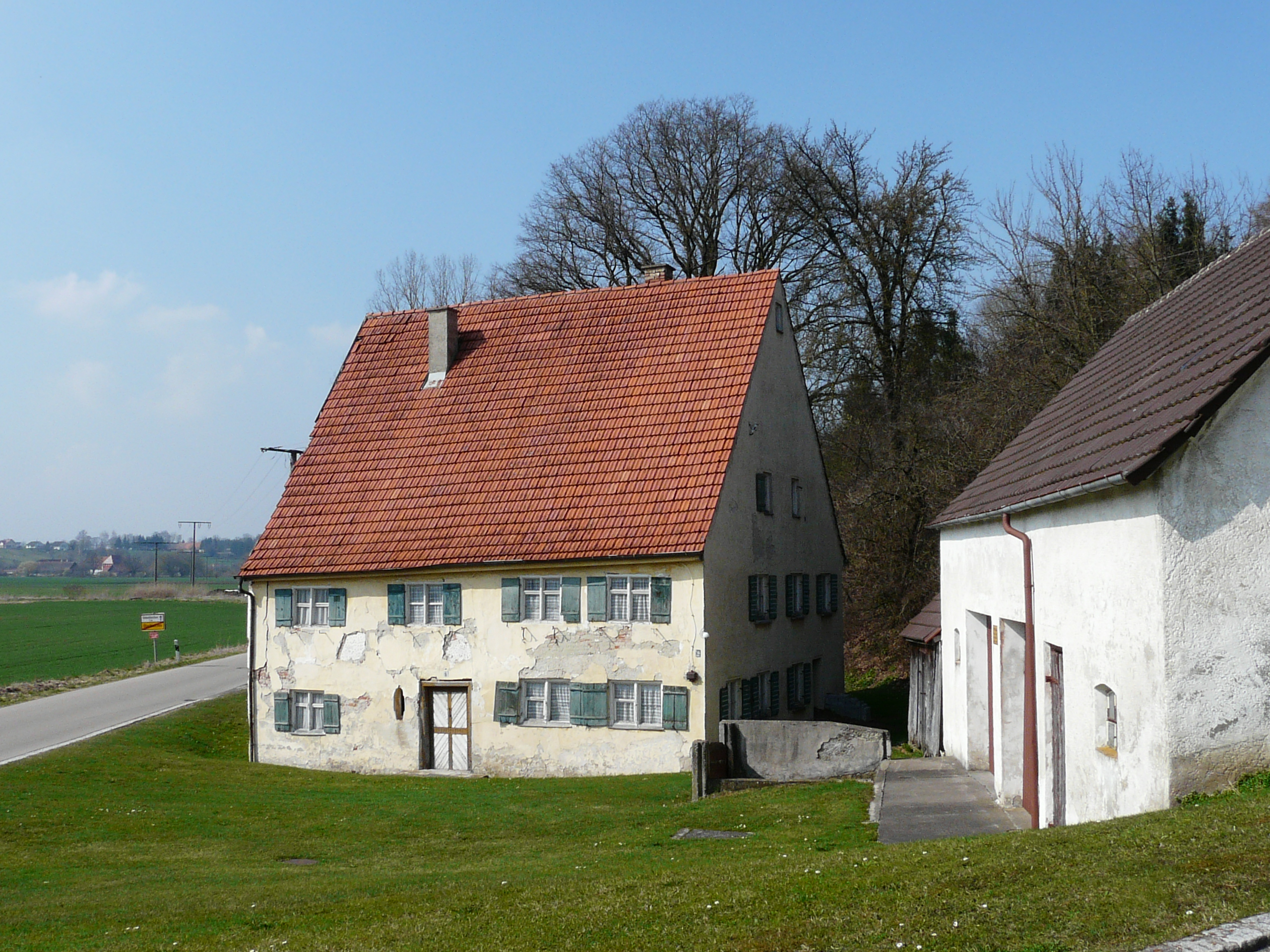
Ehemalige Mühle in Oberbleichen